# Jean Susse
Jean Susse, né le 20 août 1905 à Paris et mort le 3 octobre 1982 à Clamart,, était un éditeur français spécialisé dans les livres de montagne, d'aventure et de spéléologie. Il joua un rôle dans la propagation des sports d'aventure et dans l'essor du camping en France.

## Biographie
En 1930, Jean Susse succède à M. Faucher à la présidence des Campeurs de France (qui devient le Camping club de France en 1936), une association issue d'un groupe de campeurs au sein du Touring Club de France (« Les campeurs du TCF »),.
Il édite la revue Sports camping en 1937 et initie la création de la Chambre syndicale des fabricants et négociants en matériel de camping qui devient treize ans plus tard le Salon des sports et du camping. Jean Susse fonde sa maison d'édition Camping, alors qu'il rachète le bulletin Camping des Campeurs de France afin d'en faire une revue à part entière qui prend différents noms jusqu'à la fin des années 1970 : Camping-Plein Air, Camping-Voyages ou encore Caravanes et Camping. La maison d'édition publie également des manuels, des topo-guides, des récits d’aventure ainsi que huit autres revues,,.
Le guide Susse paraît pour la première fois en 1938 ce qui en fait le plus ancien guide français consacré au camping. Au début du XXIe siècle, il est édité par Excelsior Publications.
Jean Susse édite les deux premières années de la revue Grottes et Gouffres et participe à plusieurs explorations avec le Spéléo-Club de Paris, notamment celle du gouffre du Paradis dans le département du Doubs, le 13 septembre 1936,.

## Éditions Jean Susse
Quelques ouvrages (liste non exhaustive) édités par la maison d'édition Jean Susse :
- Pour construire soi-même sa tente (Jacques Bidault) ;
- Camping et voyage à pied (Jean Loiseau), 1943 ;
- Secourisme - manuel pratique (J. Hureau), 1943 ;
- Speleologie - manuel technique - le materiel et son emploi - les explorations (Henry P. Guerin), 1944 ;
- Camping familial - manuel pratique (J.J Bousquet), 1946 ;
- L'homme et la tente (Jacques Bidault et P. Giraud), 1946 ;
- Accident à la Meije (Étienne Bruhl), 1946 ;
- À pied autour du Monde (trois ans de camping) (Jo Roger-Tourte), 1947 ;
- Manuel du caravanier (J. Renaud), 1951 ;
- Caravanes (Frederic de Nussy), 1956.